# はじめて記念日
『はじめて記念日』（はじめてきねんび）とは、2009年4月1日より2013年3月29日までフジテレビ系列で放送されていたムーニー提供の育児情報番組（ミニ番組）である。

## 概要
本番組は2002年10月1日から2009年3月27日まで放送された『子育てれび』の実質的な後継番組であり、初めての経験をする赤ちゃんを一本撮りした情報番組である。
また、前番組『体操の時間』と同様にアナログ放送ではレターボックスでの放送となる。
オープニングのタイトルコールは、提供スポンサー読みも兼ねて「“はじめて”を積み重ねて、人は大きくなってゆく。はじめて記念日。その成長におめでとう。その笑顔にありがとう。ムーニーの提供でお送りします。」と告げている。
本題の終わりには「はじめて、おめでとう。」もしくは「はじめてをありがとう」のどちらかで締めている。
2012年4月改編では、これまで平日昼前枠に放送していた『知りたがり!』が枠移動するため、単独番組としては、2000年4月の『e-生活』から12年間続いたフジテレビ系列の14時台のミニ番組枠は終了した。なお、本番組そのものは終了せず、『知りたがり!』（第1部）の差込み番組として、時間を変更（14:54:15 - 14:56:55）して放送されており、『知りたがり!』第2部非ネット局では実質上『知りたがり!』の終盤おまけ枠として放送されていた。
本番組を内含していた『知りたがり!』そのものが2013年3月29日で終了したことに伴い、差込み番組としての本番組も終了となった。

## 放送時間
- フジテレビ系列28局（ クロスネット局のテレビ大分およびテレビ宮崎を含む。）
  - 2009年4月1日 - 2012年3月30日：月 - 金曜 14:00 - 14:05（JST）
  - 2012年4月2日 - 2013年3月8日：月 - 金曜 14:54:15 - 14:56:55（JST、『知りたがり!』（第1部）に内包）
  - 2013年3月12日 - 3月29日：月 - 金曜 14:51:30 - 14:55頃（JST、同上）
    - なお、テレビ大分・沖縄テレビは『全国高校サッカー選手権大会』決勝当日（2013年1月14日[1]）はこの放送に伴い、『知りたがり!』全編そのものが休止となったことから、休止。2012年までは当日時差ネットであった。

## ナレーター
- T'BONE（2009年4月1日 - 2012年3月30日）
- 川野良子（フジテレビアナウンサー、2012年4月2日 - 2013年3月29日）[2]

## スタッフ
- プロデューサー：坂口和之進[2]

## 関連パソコンソフト
- はじめて記念日帳 … Windows XP (SP3) / Vista / 7 で使用できるパソコン用のフリーソフト。当番組に関連して作成されたもの。2013年3月29日までダウンロード可能。